# Ігор Сергій Клінкі
Ігор Сергій Клінкі (народився 10 жовтня 1959 року в Києві, Радянський Союз ) - "віртуальний" поет, створений аргентинським письменником, художником, фотографом та ілюстратором Рафаелем Сан-Мартіном. Як вигаданий персонаж, він наділений вигаданою біографією та квазі-вигаданою бібліографією. 

## Біографія
За його вигаданою біографією:
В дитинстві його родина переїхала до Мар-дель-Плата, Аргентина, де він вивчав архітектуру та проходив курси журналістики. Він був президентом Фонду поетів з 1995 року до 2004 року. Клінкі заснував і керував  літературним журналом La Blinda Rosada. На  поезію Клінкі  впливає абсурд. Його стиль  виражається хаотичним баченням   реальності. Він готує мультимедійні проекти, змішує науково-фантастичні лексеми з класичними творами, що демонструють його нігілістську та анархічну концепцію світу. Клінкі опублікував свої твори під багатьма псевдонімами: Рафаель Сан Мартін, Ян ван дер Чаккі, Марія Фернанда Сельтасо, Роберто Ескода, Антуан Жоссе, Сергій Давіау та ін.
Ці твори належать до постмодерністської літературної традиції. Вони посилаються на Піранделло та Мігеля де Унамуно та на наукову традицію метафікції та помилкову літературну атрибуцію,  впровадженій вперше в Аргентині Джордже Луїсом Борхесом .

## Твори, приписувані Клінкі
- До мого самогубства, поезія, 1969 рік.
- Хмари, театр, 1971 рік.
- Вірші наступного дня, поезія, 1976р.
- Нежилий, роман, 1979р.
- Вільна Москва, комічний, 1981 рік.
- Мрія про вітер, поезія, 1993 рік.
- Не намагайся мати сенсу, книга художника, 1994 рік.
- Двері для Джульєтти, поезія, 1995 рік.
- Місто без імені, поезія, 1997.
- La tormentad, поезія, 1999.
- Дні і дні, поезія, 2000.
- З останньої країни, в яку я їздив, дохроматичний маніфест, 2000 рік.
- О, експериментальний текст про Еріха Фромма " Мати чи бути?", 2000.
- Неможливість любити, нарис, 2001.
- Труднощі бути жінкою, нарис, 2002.
- Собака під назвою Лаура Ібаньєс, сценарій, 2003 рік.
- 20 віршів для читання у ліжку зі мною, поезія, 2003.
- Знання. Деконструкція , нарис, 2005.
- Журнал нежилого, історична фантастика, 2005.
- Ніколи так близько не мчав далекий нарис Жана-Люка Годара, 2006.
- Сонце світить для проклятих, поезія, 2006.
- Філософія опору, есе, 2006.
- Характер гри, нарис, 2006 р.
- Вродлива жінка, автобіографія, 2006.
- Дросих, сценарій, 2006.
- Carrousel des mandibules, сценарій, 2007 р.